# Diego Lopes II de Haro

Antigo brasão da casa de Haro, titulares do Senhorio de Biscaia entre os séculos XI e XIV. A sua composição foi herdada por numerosos municípios da Biscaia.

Diego López II de Haro (1165 – 16 de outubro de 1214) foi o 5.º Senhor da Biscaia e senhor da Casa de Haro.

## Relações familiares
Foi filho de Lope Díaz I de Haro (1140 - 1170), senhor de Biscaia e de Aldonça Rodrigues. Casou por duas vezes, a primeira com Maria Manrique de Lara (1150 -?), filha de D. Manrique Perez de Lara (1120 - 1164) e de Ermesenda (1110 -?), senhora de Narbona, de quem teve:
- Lope Díaz II de Haro (1192 - 15 de novembro de 1236), senhor da Biscaia, esposo de Urraca Afonso de Leão, filha do rei Afonso IX rei de Leão e Castela.

Sua segunda esposa foi Toda Peres de Azagra, filha de Pedro Ruiz de Azagra, de quem teve:
- Lope Ruiz de Haro o Chico,
- Pedro Díaz de Haro, senhor de Cárcar casou com Elvira Gomes,
- Urraca Díaz de Haro, casou com o conde Álvaro Nunes de Lara (morto em 1218) e depois de enviuvar foi abadessa em o Mosterio de Cañas,
- Aldonça Díaz de Haro, esposa do conde Rodrigo Díaz de los Cameros,
- María Díaz de Haro casou com Gonçalo Nunes de Lara, senhor de Lara,
- Teresa Díaz de Haro, esposa do infante Sancho de Leão, filho do rei Fernando II de Leão e da rainha Urraca López de Haro,
- Mécia Díaz de Haro, casou com Alvar Díaz de los Cameros, irmão do esposo de Aldonça Díaz de Haro.